# Langues jê
Les langues jê (également orthographiée ge, gê ou je), ou plus raremement langues jê-kaingang sont un groupe de langues parlées au Brésil. Elles font partie du groupe des langues macro-jê et en constituent la famille la plus importante. 
Parmi les langues les plus parlées de cette famille :
- le kaingáng (18 000 locuteurs en 1989)
- le xavánte (10 000 locuteurs en 2000)
- le kayapó (4 000 locuteurs en 1994)

## Classification interne
Les langues jê sont une des branches de la famille macro-jê. Cette dernière reste une hypothèse dont les contours exacts restent difficiles à définir. Les langues jê sont les suivantes,.
- Langues jê
  - Langues jê du Sud
    - kaingang, xokleng, ingain

  - Langues jê d'Amazonie
    - Langues jê du Nord
      - panará, suyá, kayapo, apinajé
      - timbira
        - canela, krahô, parkatejê, kreye, krinkati

    - Langues jê centrales
      - xavánte, xerénte, akroá-mirim, xakriabá

## Histoire
Les fabricants du type de céramique dit Taquara-Itararé étaient des horticulteurs arrivés dans les hautes terres du sud du Brésil il y a environ 3 000 ans. Ils sont considérés comme les ancêtres des peuples autochtones de langue jê actuels du sud du Brésil.